# Cieśnina Łaptiewa

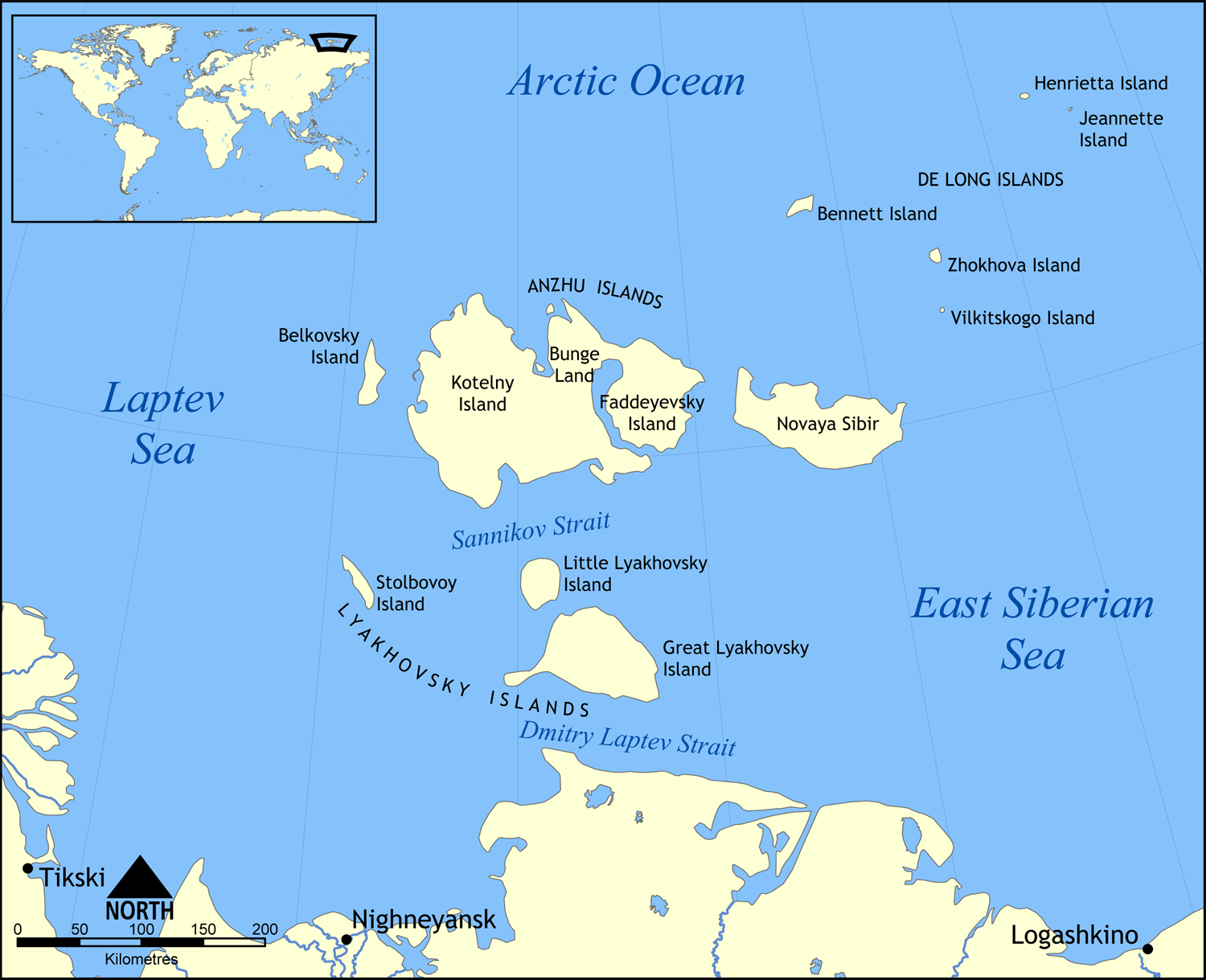
Mapa pokazująca położenie cieśniny Łaptiewa

Cieśnina Dymitra Łaptiewa (ros. Пролив Лаптева) - cieśnina na Oceanie Arktycznym, między Wyspami Lachowskimi a północnym wybrzeżem Azji. Łączy Morze Wschodniosyberyjskie i Morze Łaptiewów.
Powierzchnia 6800 km², długość 115 km, szerokość 50-63 km, średnia głębokość 12 m. Przez większą część roku pokryta lodem. Nazwę nadano dla uczczenia badacza Arktyki Dmitrija Łaptiewa, który odkrył ją w 1740 r.
Głębokość nawigacyjna cieśniny to jedynie 8 m. Z tego powodu mogą przez nią przepływać jedynie statki o nośności do 20 000 DWT lub specjalnie zaprojektowane do pływania po płytkich wodach.